# Linia otwocka
Linia otwocka – teren w południowo-wschodnim rejonie prawobrzeżnej Warszawy, wzdłuż linii kolejowej nr 7.
Linia otwocka obejmuje większość warszawskiej dzielnicy Wawer i część powiatu otwockiego, do jej obszaru zwykle zalicza się osiedla od Anina po Otwock.